# Fred Simon
Fred Simon (né le 26 juin 1967 à Dinan) est un dessinateur de bande dessinée français.

## Publications
- Rails, avec David Chauvel, Delcourt, coll. « Neopolis », 4 vol., 1992-1995.
- Le Poisson-clown, avec David Chauvel, Delcourt, coll. « Sang froid », 4 vol., 1997-2001.
- Popotka le petit Sioux, avec David Chauvel, Delcourt, coll. « Jeunesse », 7 vol., 2002-2007.
- L'Île au trésor, avec David Chauvel (d'après le roman de Robert Louis Stevenson), Delcourt, coll. « Ex-libris », 3 vol., 2007-2009.
- L'Appel de la forêt (d'après le roman de Jack London), Delcourt, coll. « Ex-libris », 2010  (ISBN 9782756019369).
- Mermaid Project, avec Leo et Corine Jamar, Dargaud, 5 vol., 2012-2017.
- Mutations, avec Leo et Corine Jamar, Dargaud, 2 vol., 2018-2020.
- Le Grizzli : Un drôle de Chabanais, avec Matz, Dargaud, 2023  (ISBN 9782205089714).

## Récompenses
- 2004 : Prix jeunesse 7-8 ans du festival d'Angoulême pour Popotka le petit Sioux t. 3 : Mahto (avec David Chauvel)